# Taiwansmygsångare
Taiwansmygsångare (Locustella alishanensis) är en fågel i familjen gräsfåglar inom ordningen tättingar. Den förekommer enbart i bergsskogar på Taiwan. Arten beskrevs som en ny art för vetenskapen så sent som år 2000.

## Utseende och läte
Taiwansmygsångaren är en 14 cm lång fågel med en vikt på 10 g. Ovansidan är matt rödbrunt med smala mörka spetsar på hjässfjädrarna. I ansiktet syns ett otydligt ljusbeige ögonbrynsstreck och en ring runt ögat i samma färg. Haken och strupen är vit, vanligen med fläckar på nedre delen av strupen. Den är gråbrun på övre delen av brösttet, på nedre delen och buken vit. Näbben är svart, benen ljusskära och ögonen rödbruna.
Sången består av en upprepad monoton vissling och tre till fyra klickande ljud, helt olik rödbruna smygsångarens nasala och metalliska sång och brun smygsångares staccato. Bland lätena hörs sträva "ksh ksh ksh", ett vasst "tick" och ett "stip".

## Utbredning och levnadsmiljö
Fågeln förekommer i bergsskogar på Taiwan, på 1200–3000 meters höjd, men ibland ner till 1000 meter. Arten är stannfågel, men kan röra sig till lägre nivåer vintertid. Den hittas i löv- och barrskog med tät undervegetation av gräs, buskar eller ormbunkar, men även i gräs och bambu nära trädgränsen.

## Systematik
Taiwansmygsångaren har varit känd sedan 1917, men ansågs länge tillhöra andra arter. I slutet av 1980-talet visade studier att dess läte var kraftigt avvikande och beskrevs som en ny art för vetenskapen år 2000.
Arten placerades tidigare i släktet Bradypterus men DNA-studier visar att de asiatiska medlemmarna av släktet står nära arterna i Locustella och förs därför numera dit.

### Familjetillhörighet
Gräsfåglarna behandlades tidigare som en del av den stora familjen sångare (Sylviidae). Genetiska studier har dock visat att sångarna inte är varandras närmaste släktingar. Istället är de en del av en klad som även omfattar timalior, lärkor, bulbyler, stjärtmesar och svalor. Idag delas därför Sylviidae upp i ett flertal familjer, däribland Locustellidae.

## Levnadssätt
Taiwansmygsångaren lever liksom andra smygsångare ett tillbakadraget lik och är mycket svårsedd. Den häckar i maj och juni, möjligen så sent som i augusti. I boet som placeras i gräs lägger den två ägg. Typexemplaret hade insekter i magen.

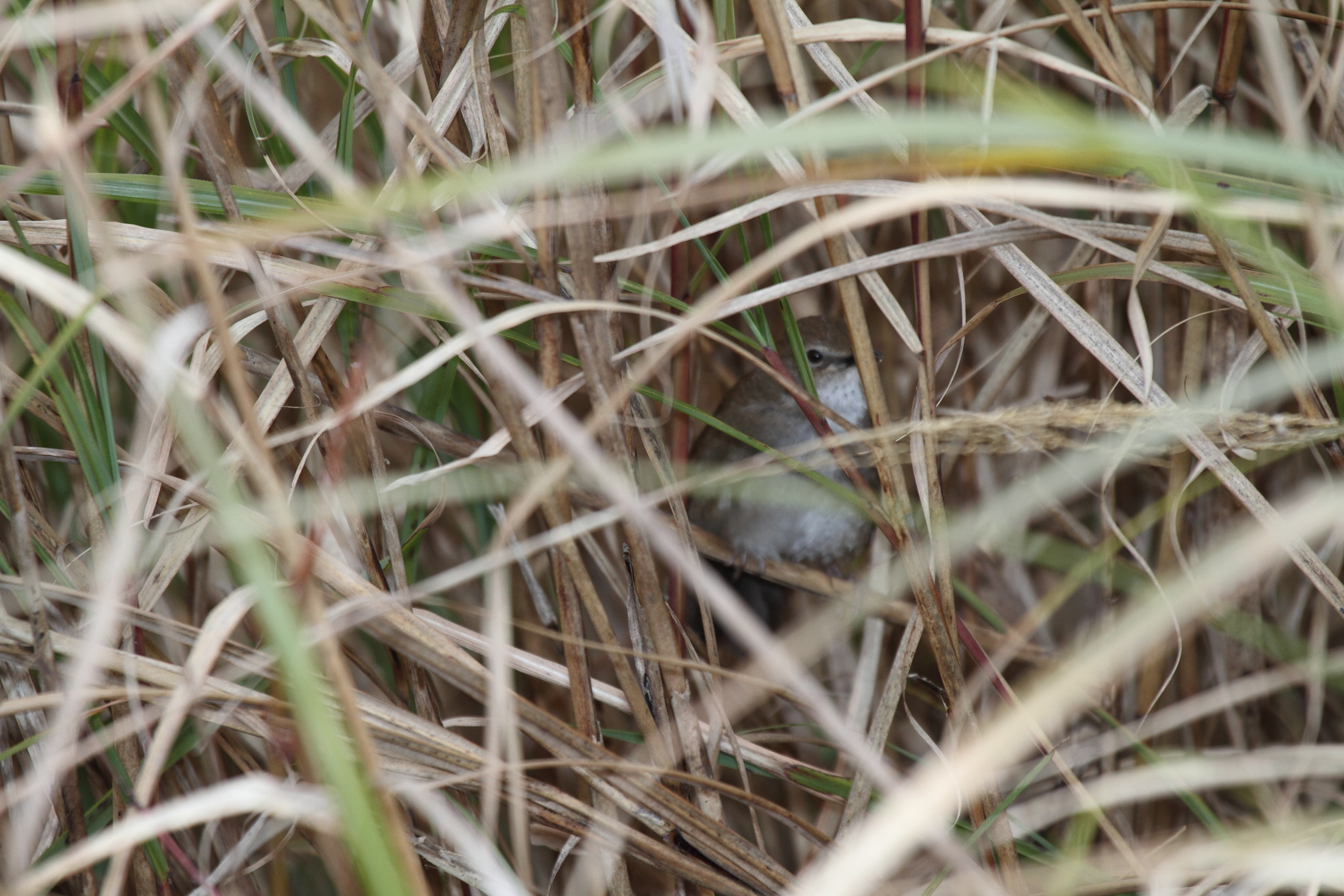

## Status
Arten har visserligen ett litet utbredningsområde men beståndet anses stabilt. Internationella naturvårdsunionen IUCN listar den därför som livskraftig (LC).